# Sondottia
Sondottia là một chi thực vật có hoa trong họ Cúc (Asteraceae).

## Loài
Chi Sondottia gồm các loài: